# Oberaudorf
Oberaudorf település Németországban, azon belül Bajorországban. Lakosainak száma 5359 fő (2023. december 31.). Oberaudorf Kiefersfelden, Flintsbach am Inn, Brannenburg, Bayrischzell és Erl községekkel határos.

## Népesség
A település népessége az elmúlt években az alábbi módon változott:
| Lakosok száma | 754  | 2540 | 3955 | 4373 | 4863 | 4932 | 5129 | 5178 | 5309 | 5359 |
|               | 1875 | 1950 | 1975 | 1987 | 2012 | 2014 | 2016 | 2017 | 2021 | 2023 |

## Fekvése
Brannenburgtól délre fekvő település.

## Leírása

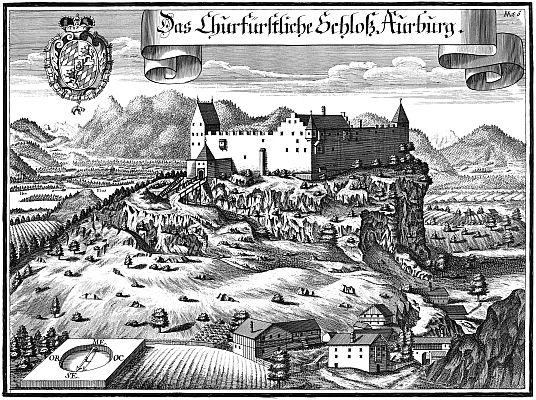

A település színesre festett házai a bajor és a tiroli hegyek karéjában húzódnak meg. Plébániatemploma a 18. század közepén épült. Rokokó főoltárán gótikus madonna szobor áll. A Burgberg nevű dombon találhatók Auerburg várának romjai, melynek várkapuja viszonylag épségben maradt fenn.
Egy 1247-ben keltezett oklevél szerint a vár a Falkenstein grófok tulajdona volt, kiktől ez évben a vár a Wittelsbach hercegi család tulajdonába került, és az osztrák örökösödési háborúnak véget vető 1745-ös füsseni békekötés egyik feltétele volt a vár lerombolása.
A falu közelében szabadstrand és a 823 méter magas Hocheck-csúcsa található, melyre libegő visz fel.

## Galéria

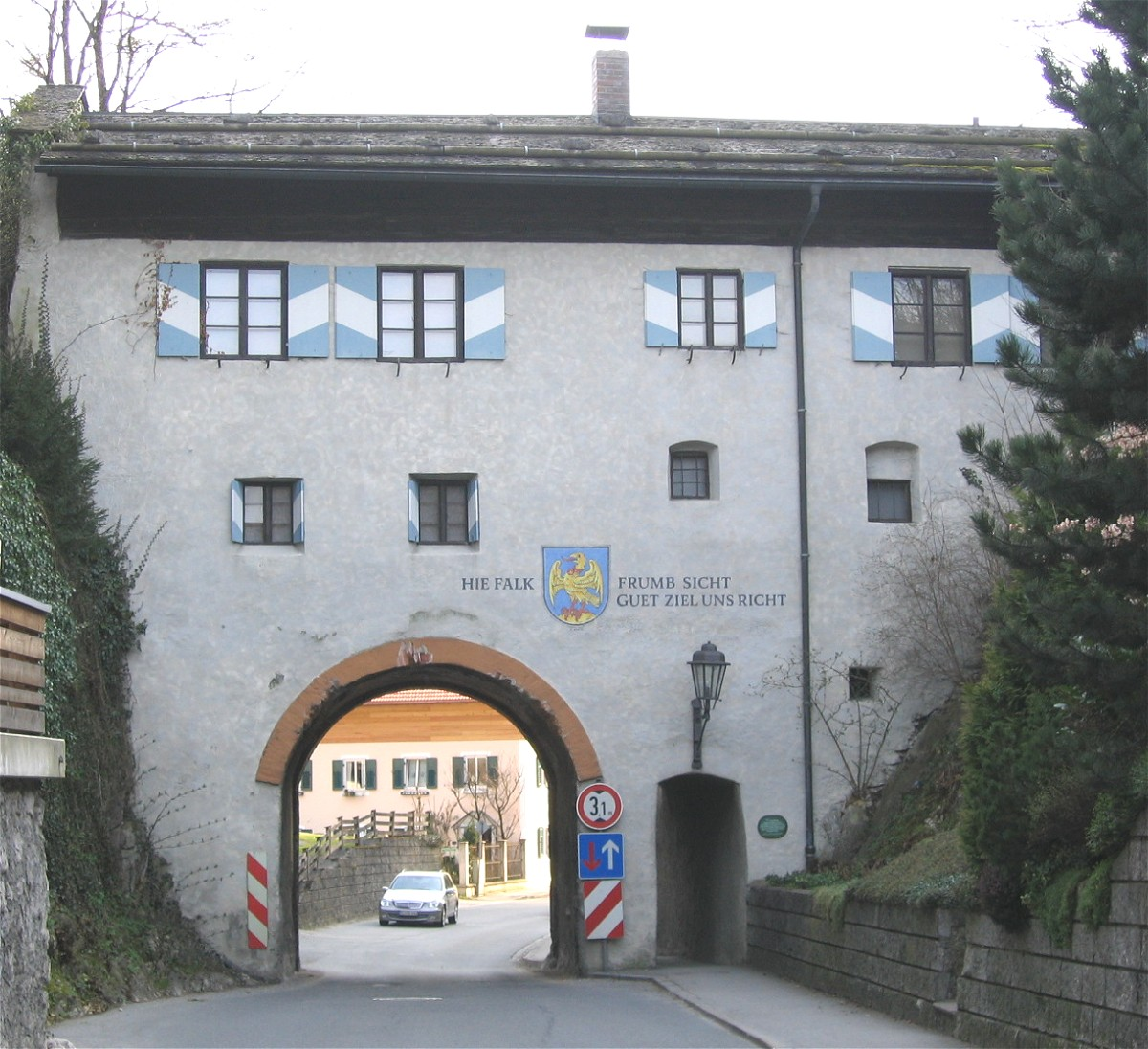
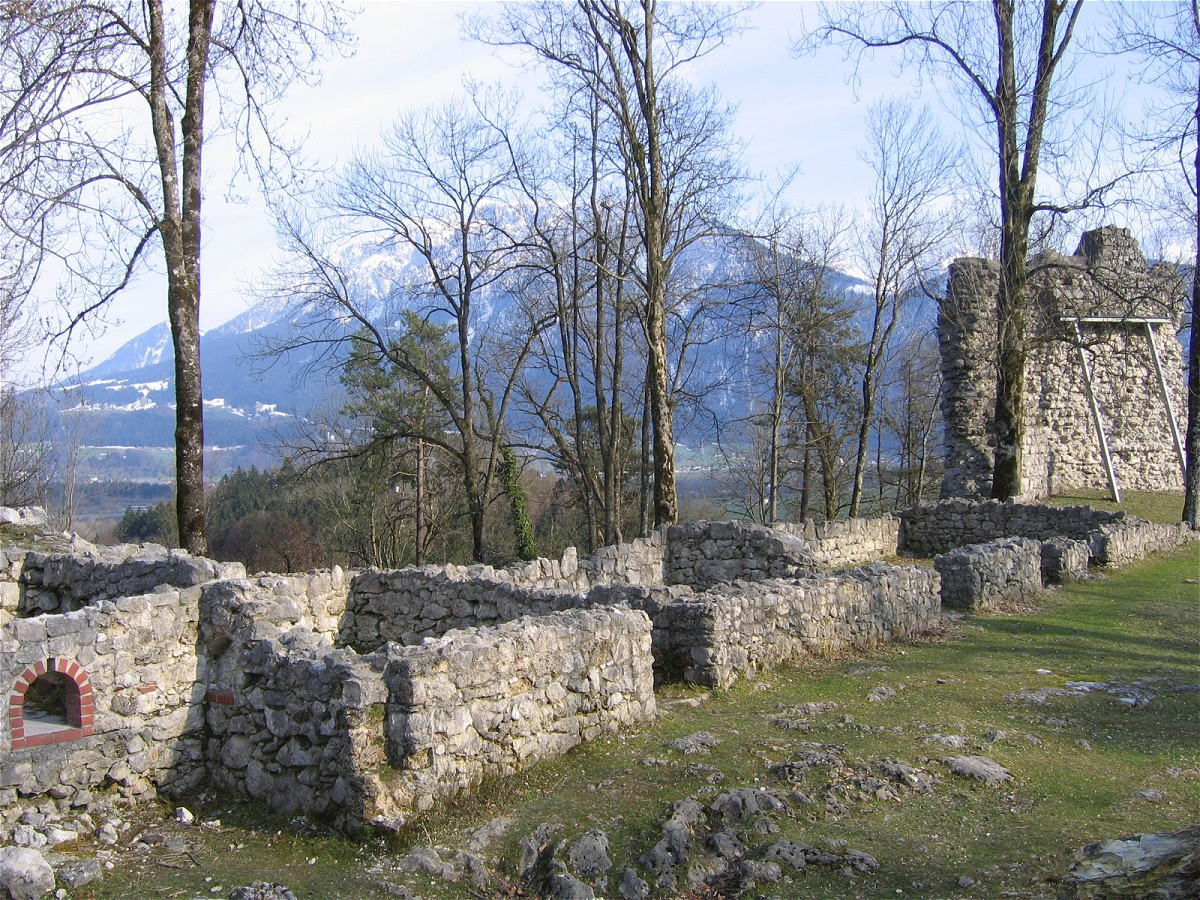
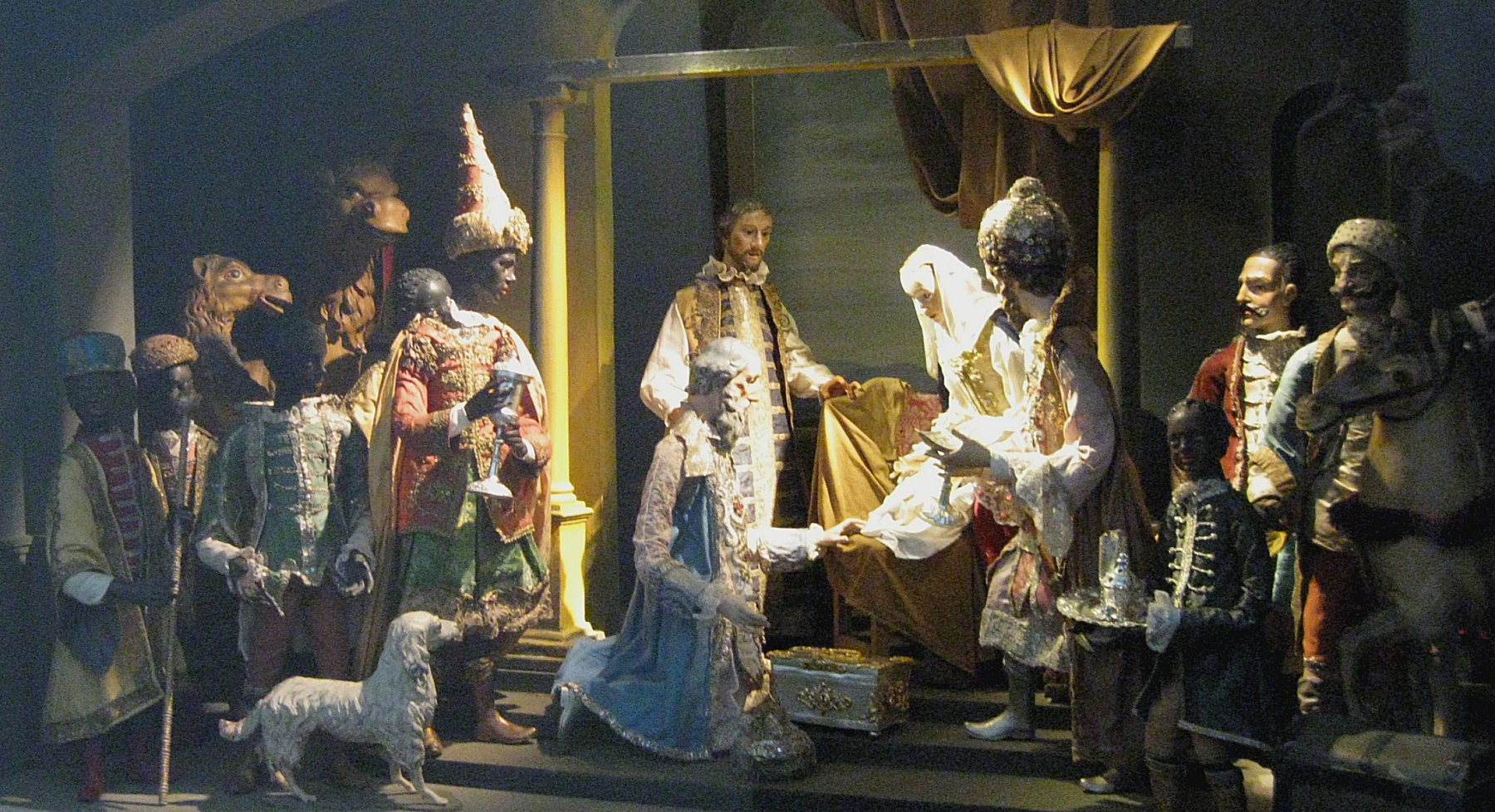
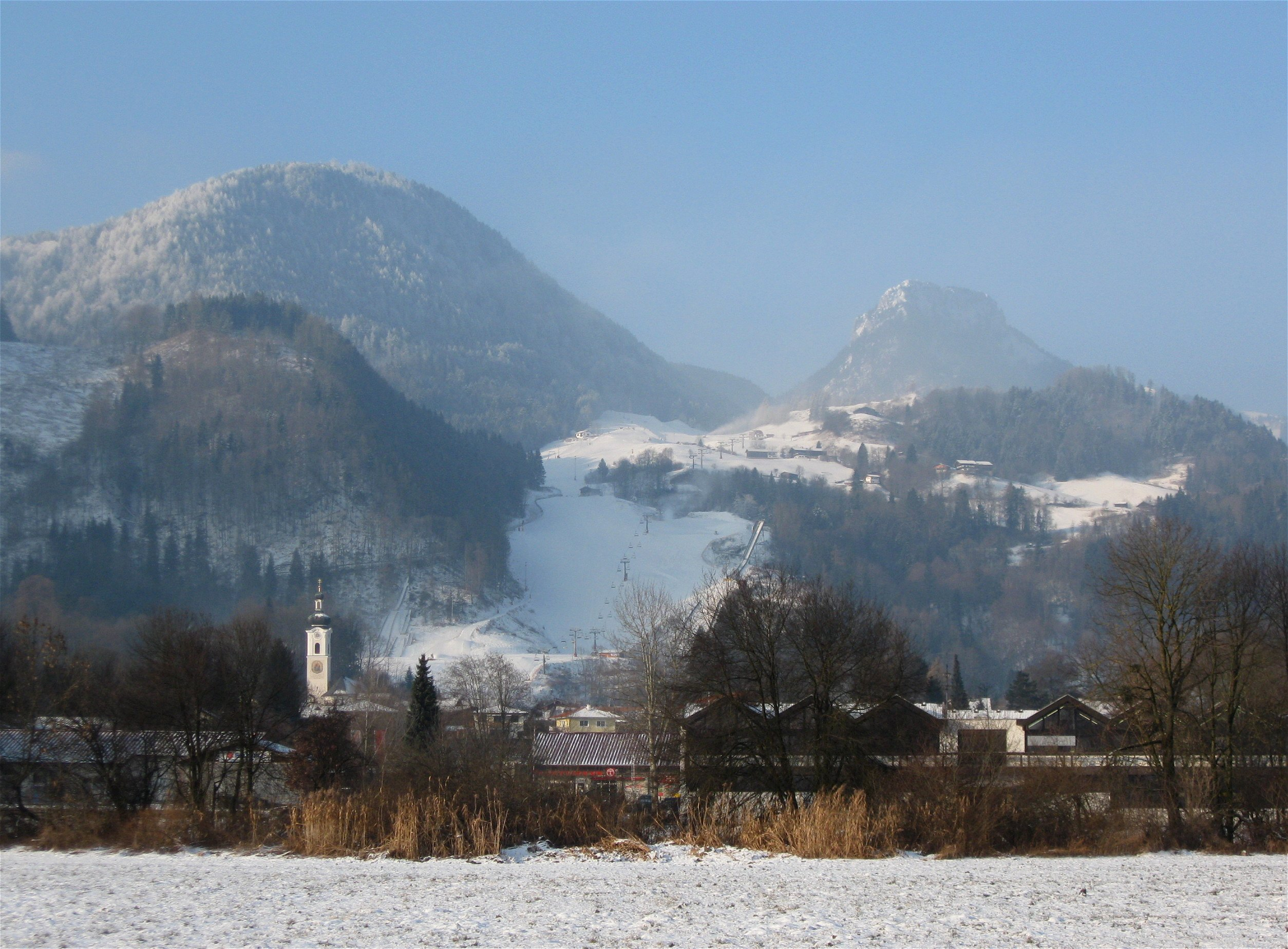
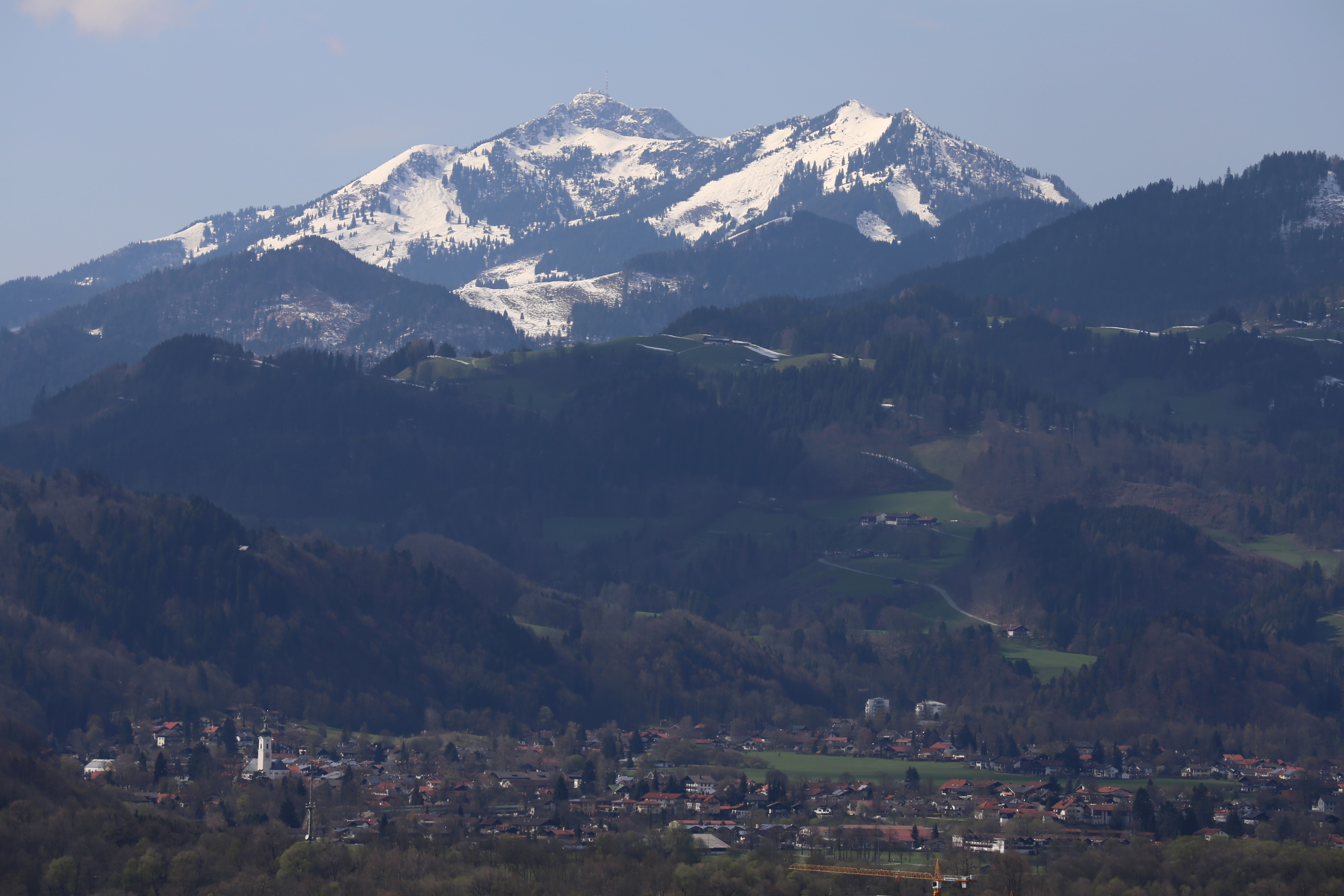
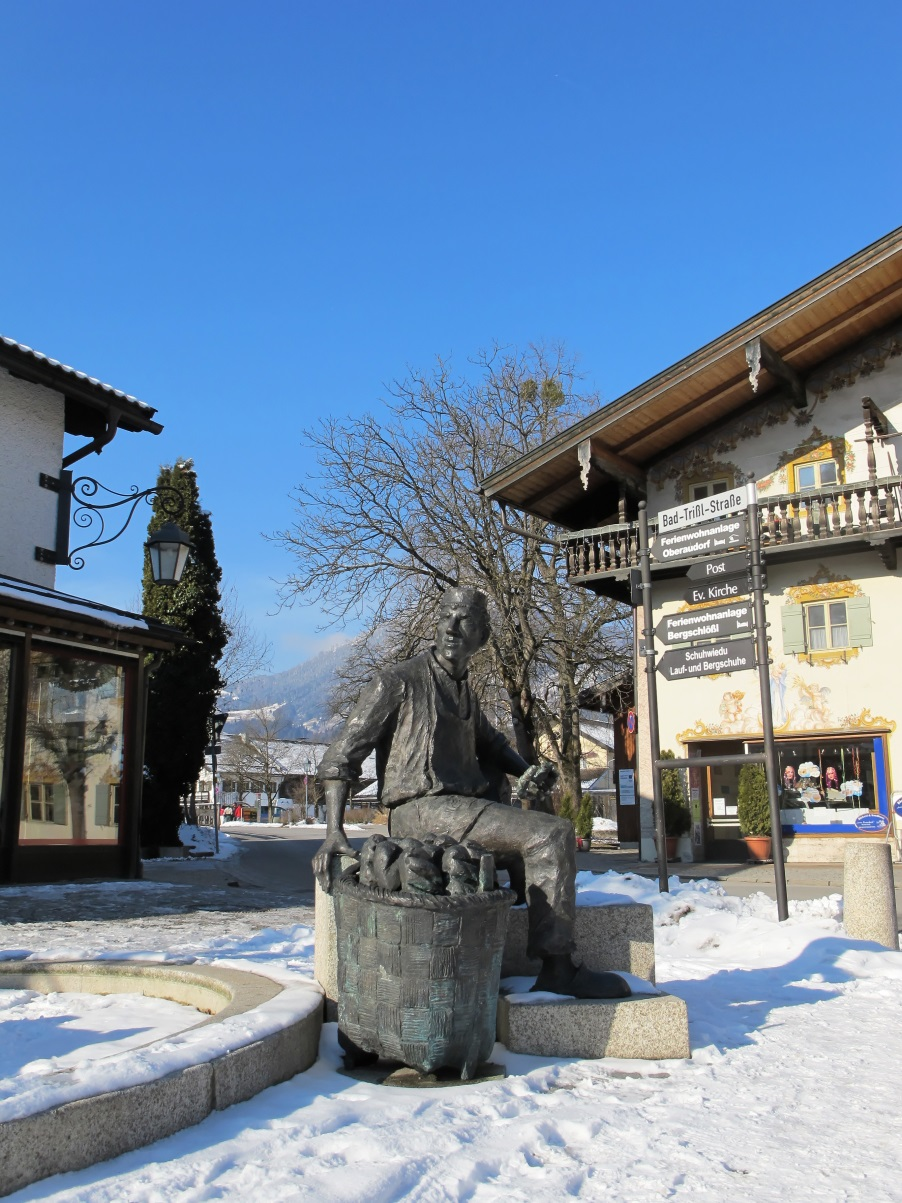
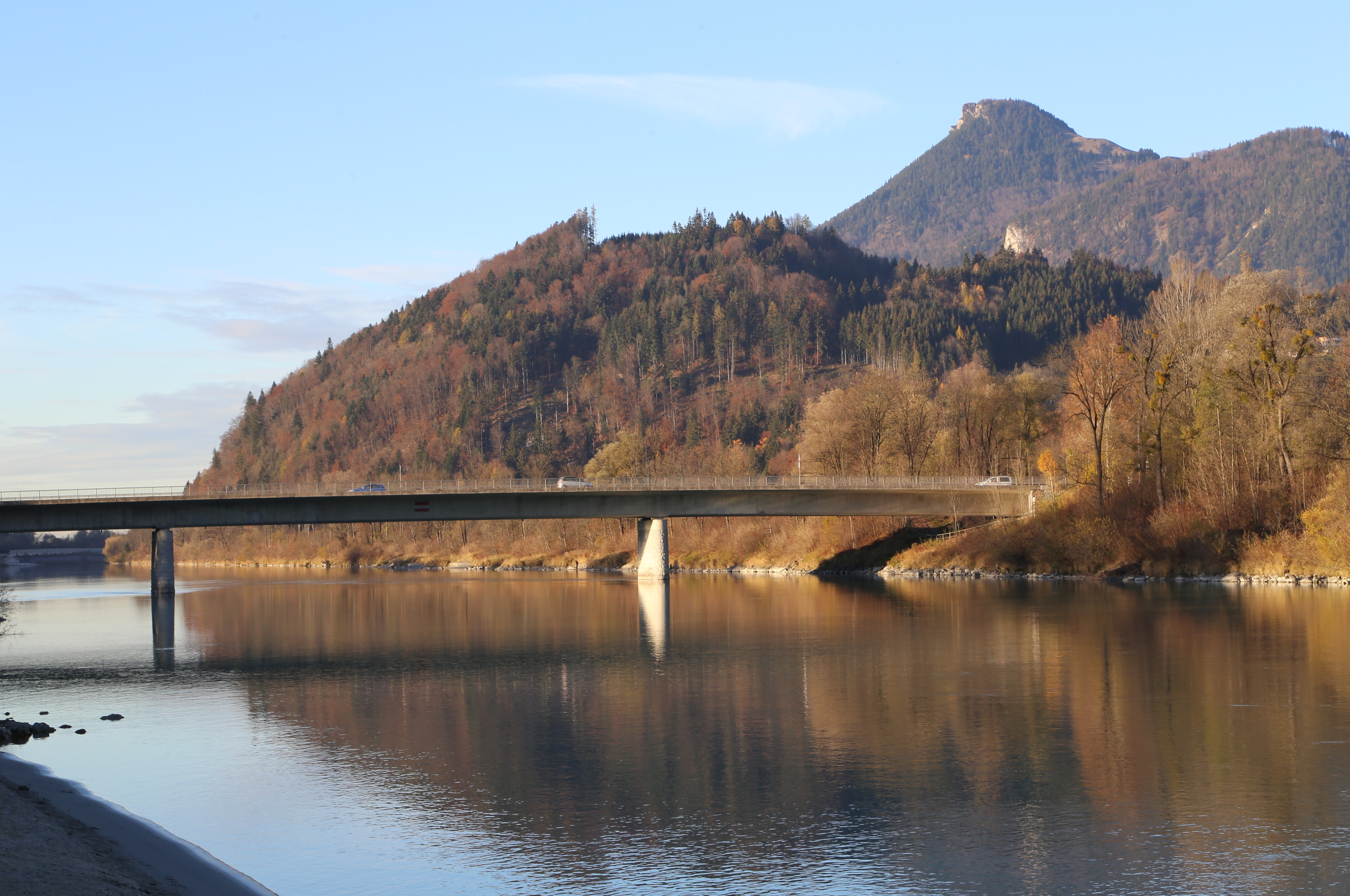
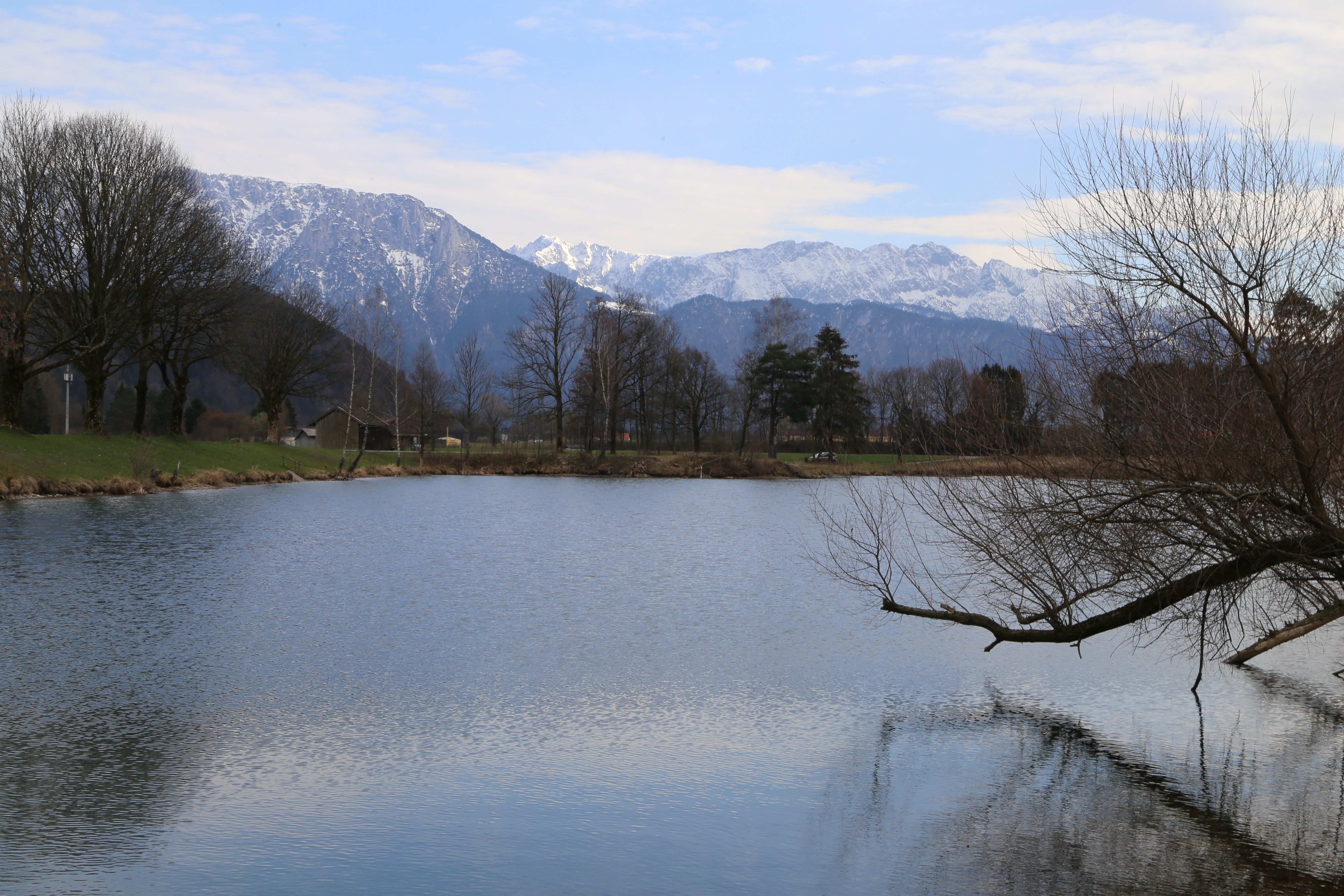
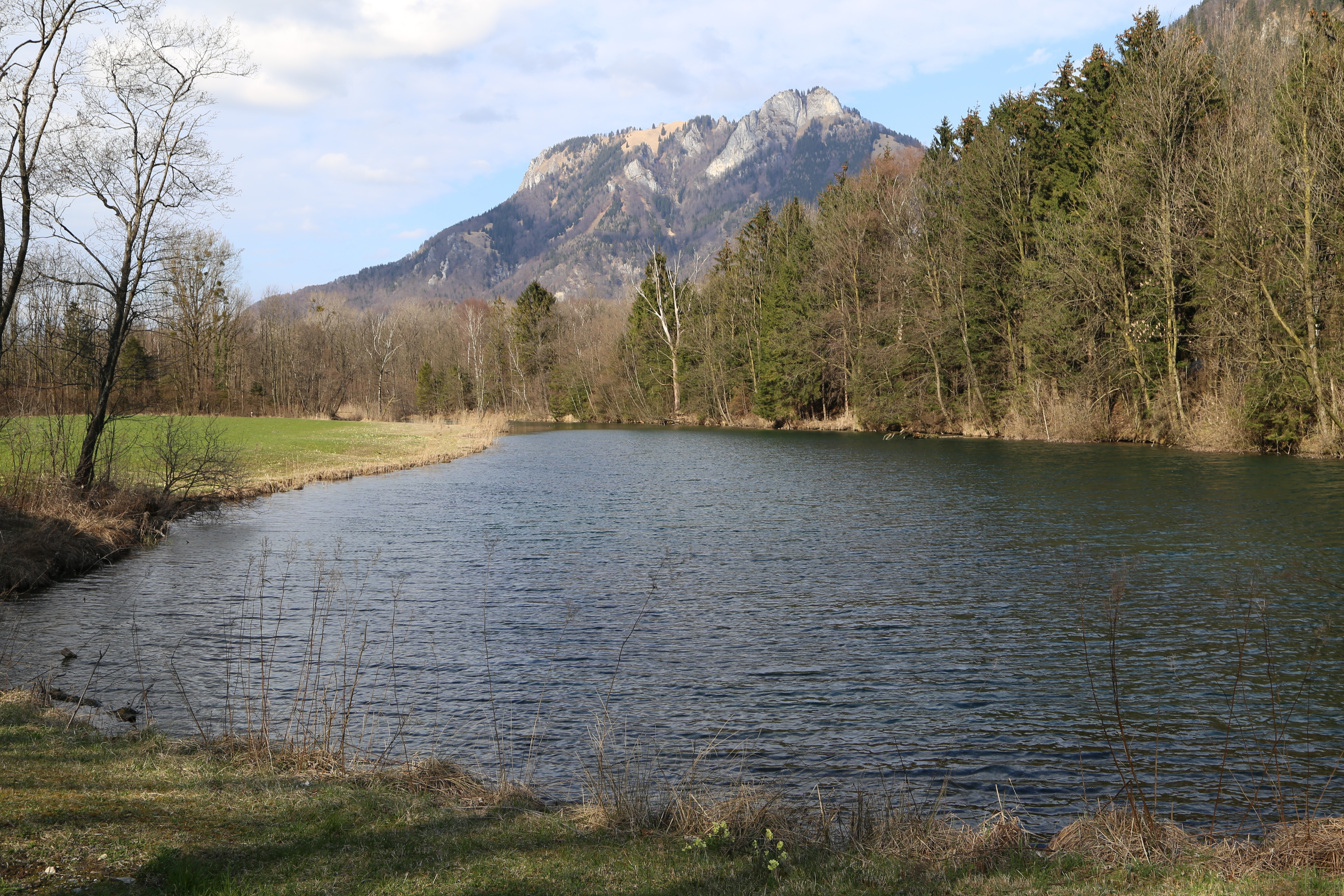
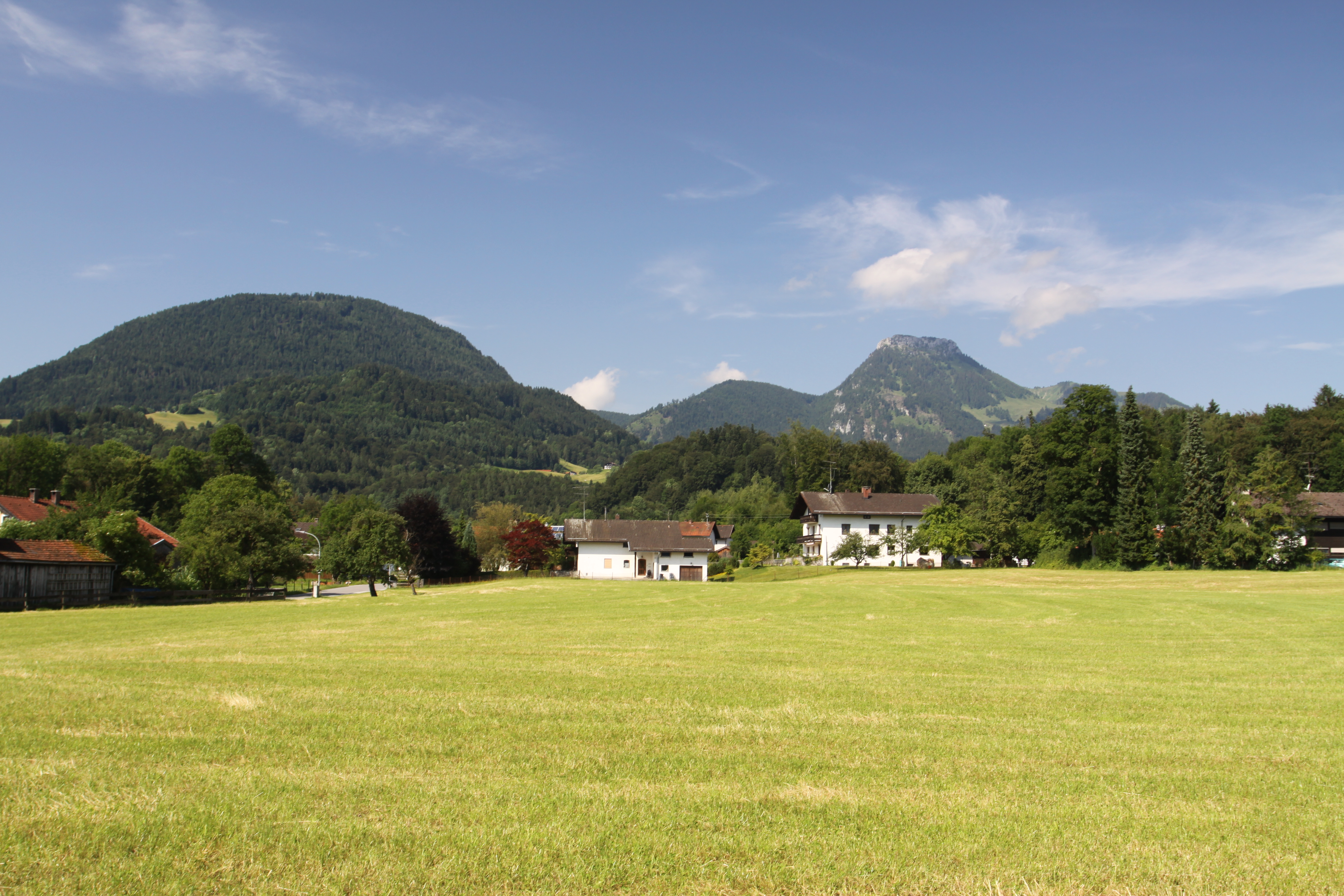
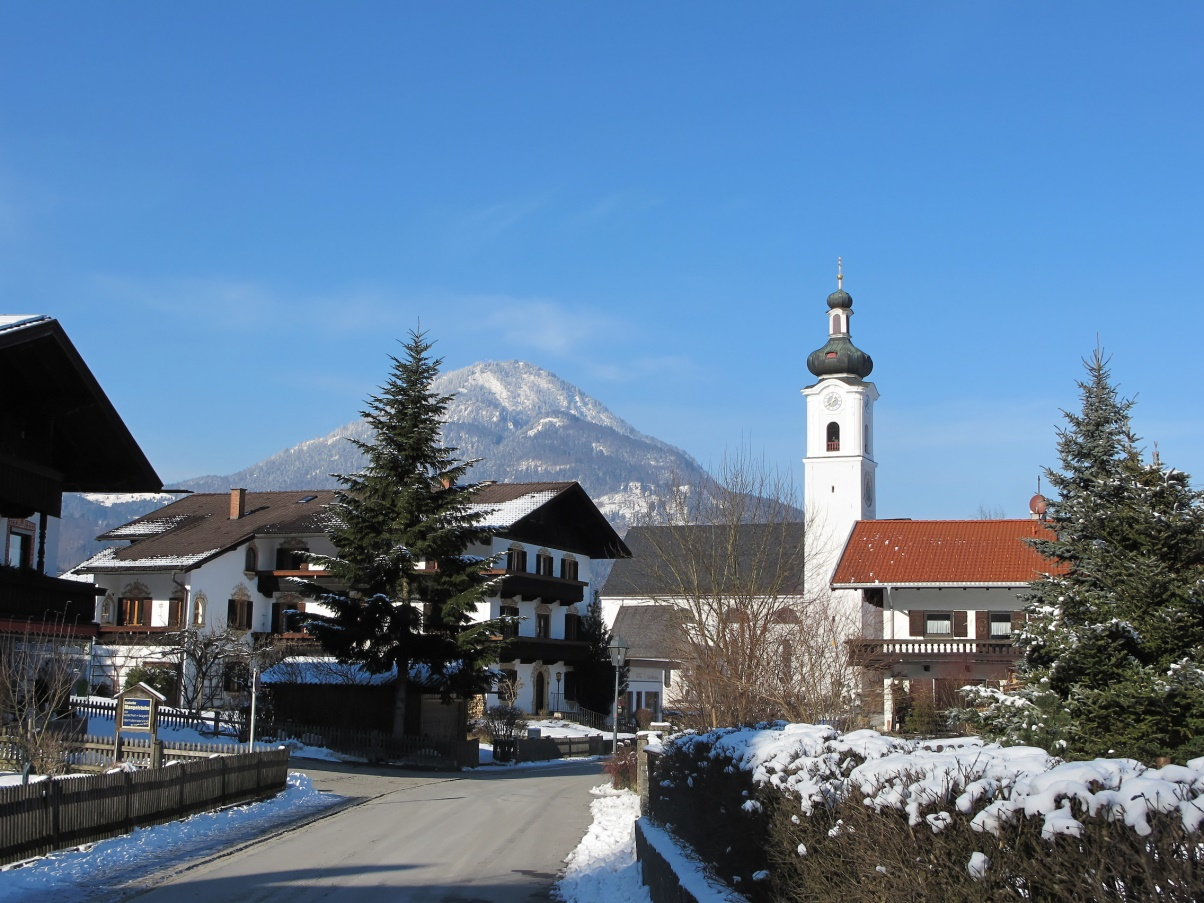
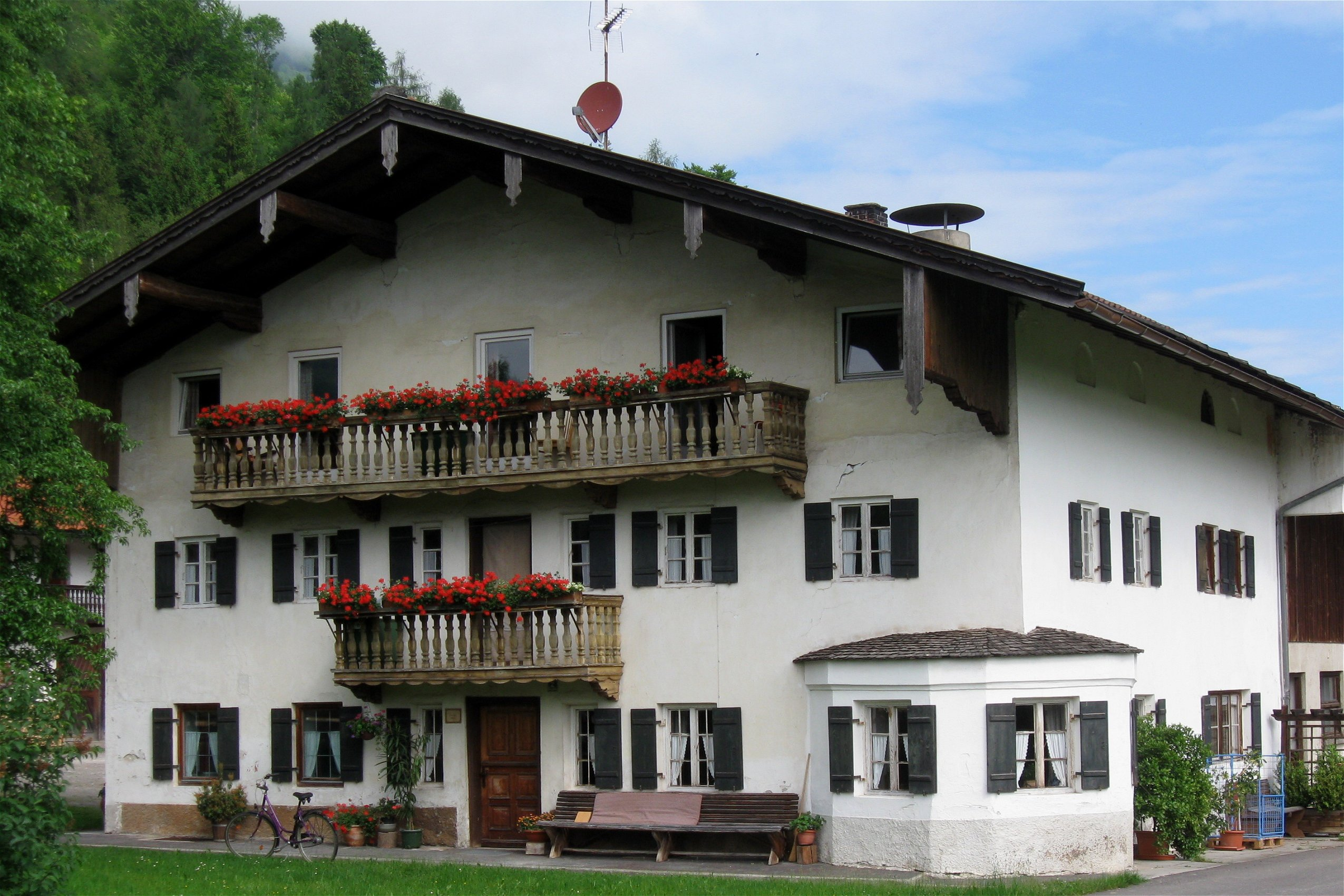
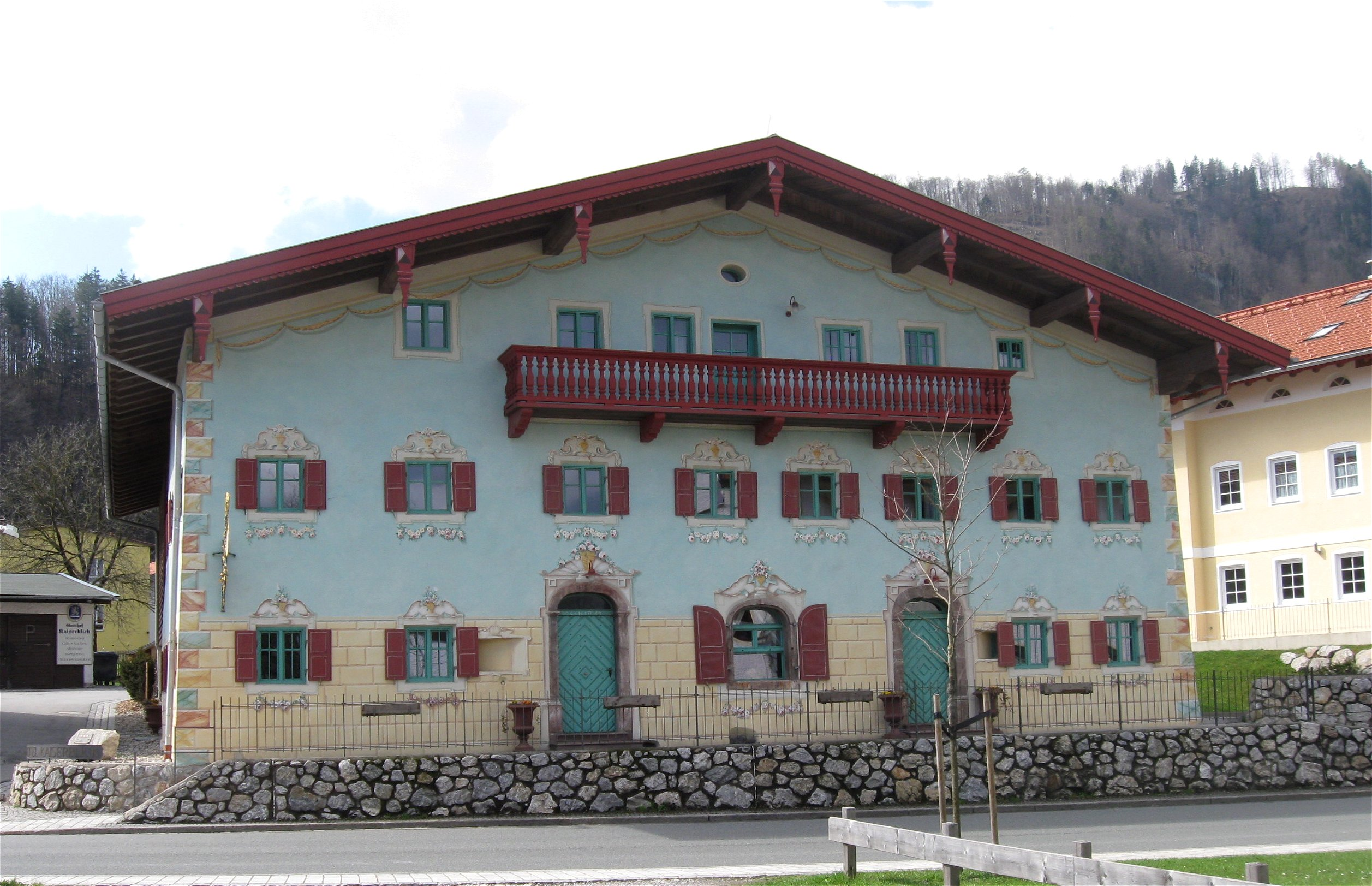
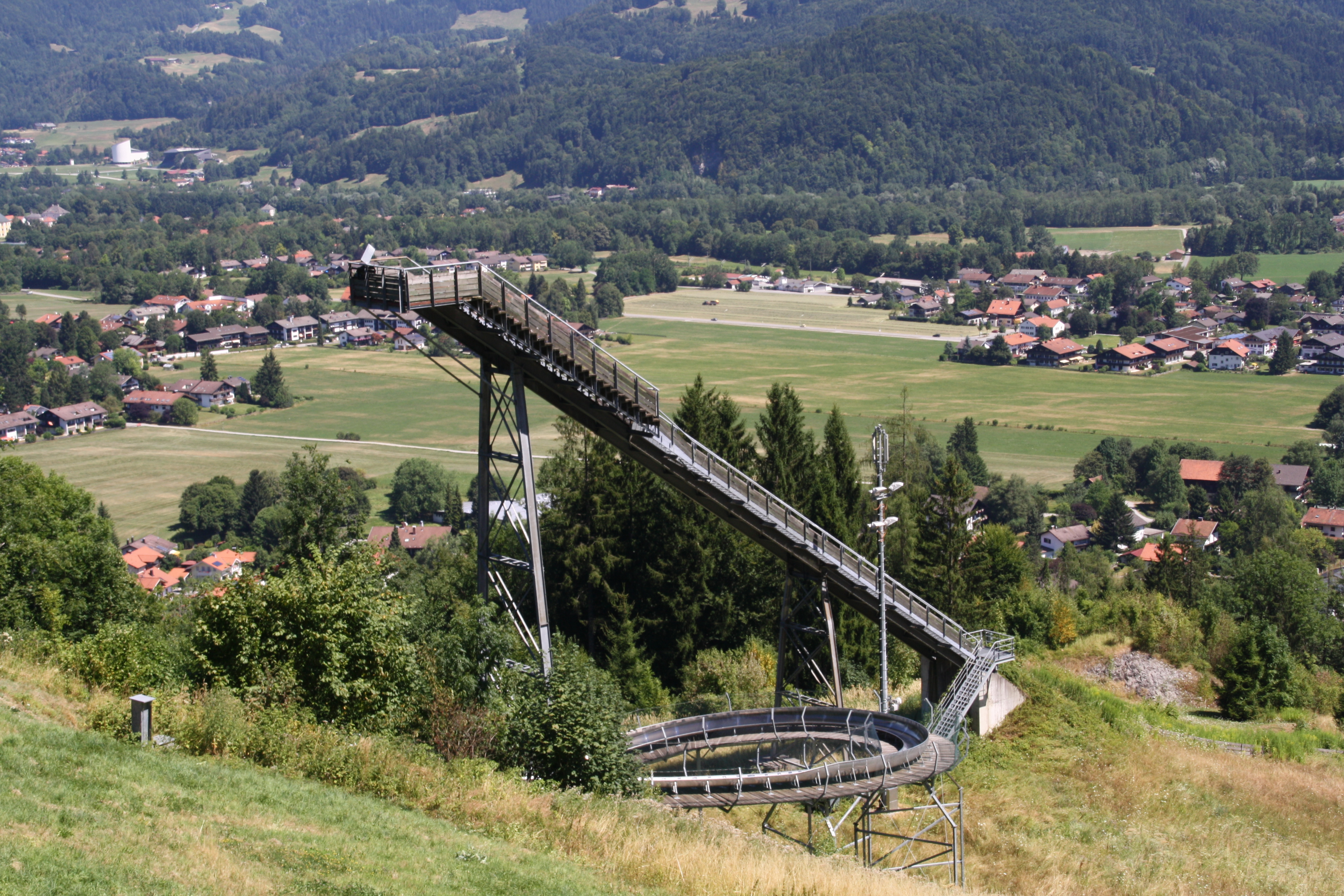
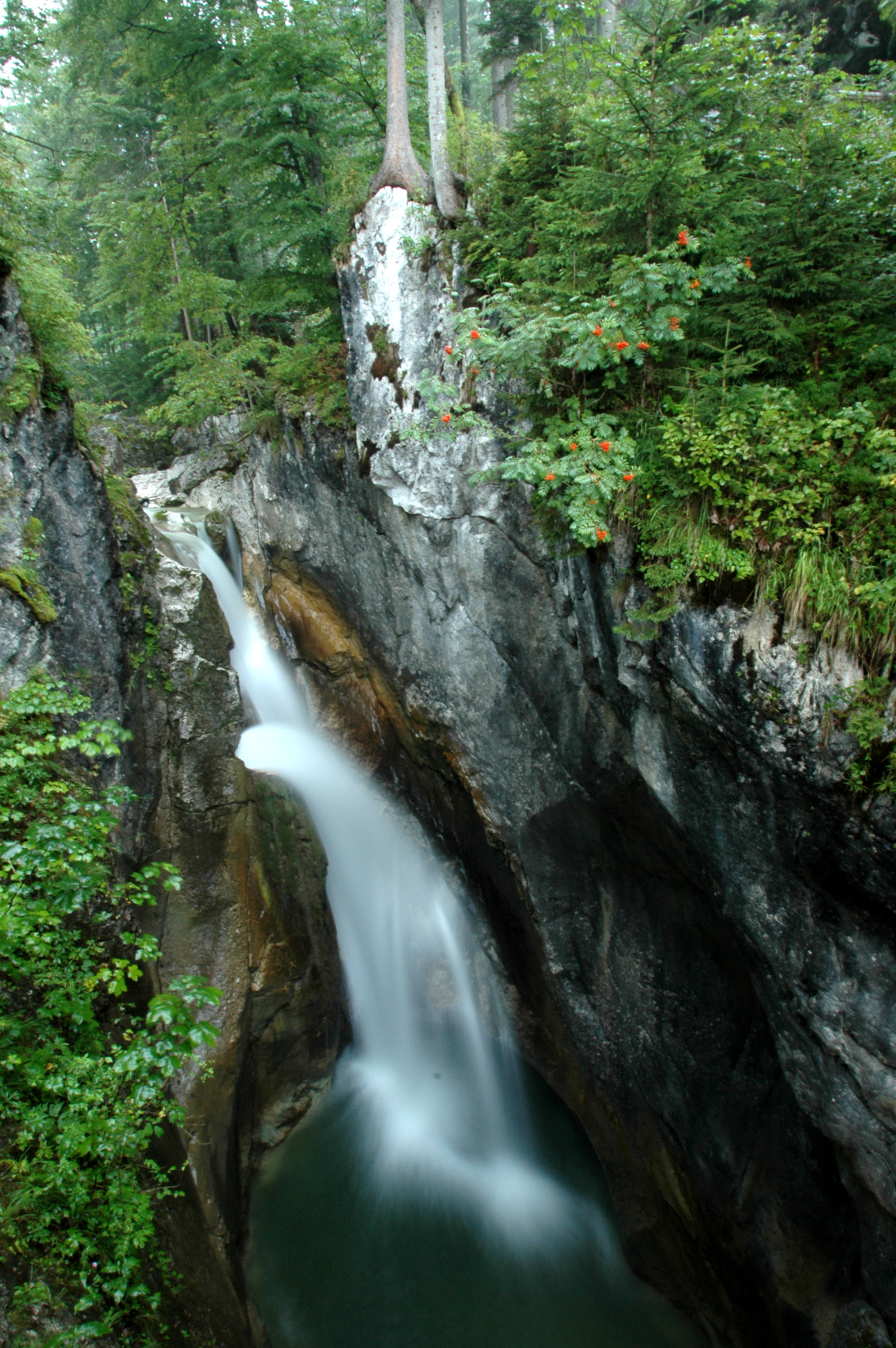